# Michel Probst
Michel Probst (* 21. April 1960) ist ein Schweizer Lehrer und Politiker (FDP). Von 2006 bis 2015 gehörte er der Regierung des Kantons Jura an.

## Biografie
Probst erhielt seine Schulbildung in Porrentruy und besuchte dort das Lehrerseminar, das er 1980 abschloss. Anschliessend schloss er an der Universität Bern in visueller Erziehung und Kunstgeschichte ab. Von 1981 bis 2006 unterrichtete er an der Primarschule in Coeuve. 1982 trat er der FDP bei und wurde im selben Jahr sogleich zum Abgeordneten des jurassischen Parlaments gewählt. Diesem gehörte er bis 1995 und nochmals von 2002 bis 2006 an. In den Jahren 1993 bis 2000 amtierte er als Gemeindepräsident von Coeuve.
Im September 2006 kandidierte Probst bei den Wahlen in die Kantonsregierung und erzielte mit 12'469 Stimmen das beste Ergebnis. Er trat sein Amt am 22. Dezember 2006 an und übernahm die Leitung des Departements für Umwelt, Kooperation und Gemeinden an (das spätere Departement für Wirtschaft und Kooperation). Turnusgemäss präsidierte er die Regierung in den Jahren 2009 und 2013. Nach einer über drei Jahrzehnte dauernden politischen Karriere beschloss er, auf Ende 2015 hin von seinem Amt zurückzutreten und sich nicht mehr zur Wahl zu stellen. Seit Mai 2016 ist Probst Mitglied des Verwaltungsrates des EuroAirport Basel Mulhouse Freiburg.
Probst ist verheiratet und hat zwei Kinder.